# کانتری کلاب (فلوریدا)
کانتری کلاب (به انگلیسی: Country Club) یک منطقهٔ مسکونی در ایالات متحده آمریکا است که در شهرستان میامی-دید، فلوریدا واقع شده‌است. کانتری کلاب ۱۱٫۷ کیلومتر مربع مساحت و ۳۶٬۳۱۰ نفر جمعیت دارد و ۱ متر بالاتر از سطح دریا واقع شده‌است.